# کریم‌آباد (چاراویماق)
کریم‌آباد یکی از روستاهای استان آذربایجان شرقی است که در دهستان قوری‌چای شرقی بخش مرکزی شهرستان چاراویماق واقع شده‌است.این روستا ۶۸ نفر جمعیت دارد.